# متطلبات الحصول على تأشيرة لمواطني ليبيا

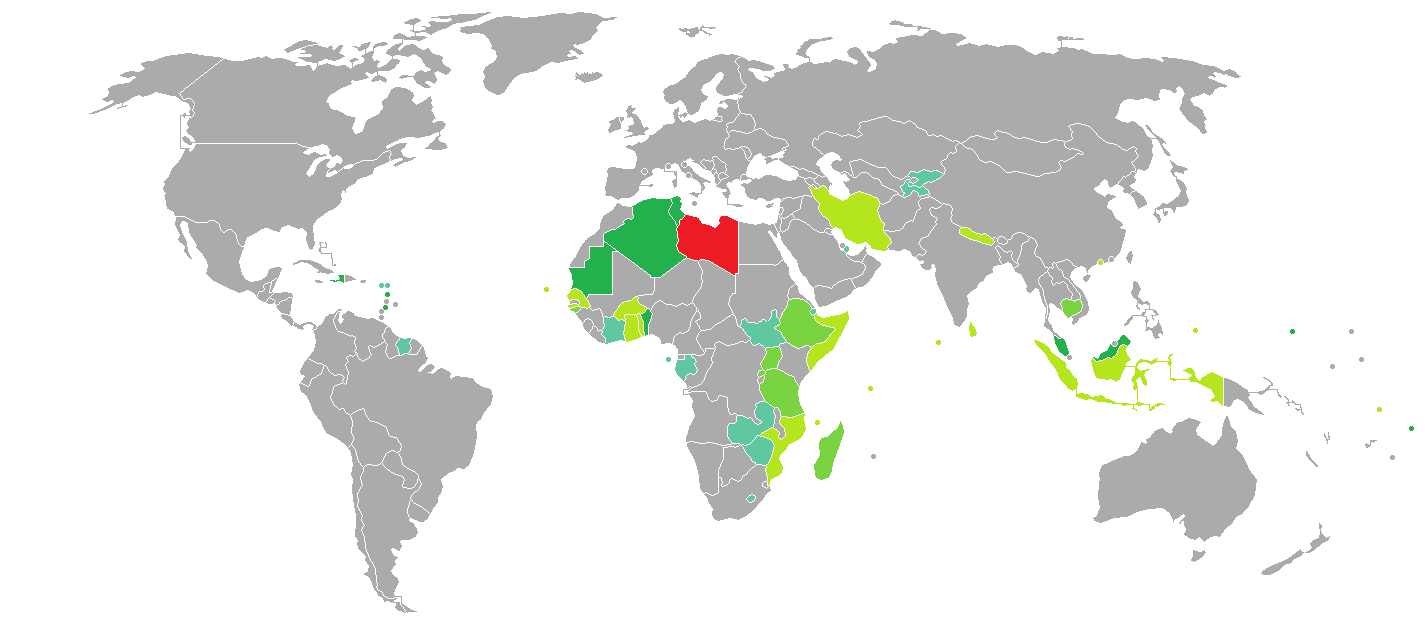
متطلبات التأشيرة لليبيين.
ليبيا
دخول بدون فيزا
فيزا عند الوصول أو فيزا إلكترونية
فيزا مطلوبة

## أفريقيا
| البلدان والأقاليم | شروط الحصول                                                |
| ----------------- | ---------------------------------------------------------- |
| الجزائر           | 3 شهور                                                     |
| بوروندي           | تأشيرة عند الوصول                                          |
| الرأس الأخضر      | تأشيرة عند الوصول                                          |
| جزر القمر         | تأشيرة عند الوصول                                          |
| إريتريا           | تأشيرة عند الوصول                                          |
| ساحل العاج        | 3 شهور                                                     |
| جيبوتي            | تأشيرة لمدة 30 يوم عند الوصول مقابل 5,000 فرنك جيبوتي      |
| غينيا             | 3 شهور                                                     |
| كينيا             | تأشيرة لمدة 3 شهور عند الوصول مقابل 50 دولار أمريكي        |
| مدغشقر            | تأشيرة لمدة 90 يوم عند الوصول مقابل 140,000 أرياري مدغشقري |
| مالي              | 3 شهور                                                     |
| موزمبيق           | تأشيرة لمدة 30 يوم عند الوصول مقابل 25 دولار أمريكي        |
| النيجر            | 3 شهور                                                     |
| السنغال           | 3 شهور                                                     |
| سيشل              | شهر واحد                                                   |
| توغو              | تأشيرة لمدة 7 أيام عند الوصول مقابل 35,000 فرنك غرب أفريقي |
| تونس              | 3 شهور                                                     |
| أوغندا            | تأشيرة لمدة 3 شهور عند الوصول مقابل 50 دولار أمريكي        |
| زامبيا            | تأشيرة لمدة 3 شهور عند الوصول مقابل 50 دولار أمريكي        |

## الأمريكتين
| البلدان والاقاليم | شروط الحصول                                                                         |
| ----------------- | ----------------------------------------------------------------------------------- |
| بوليفيا           | تصدر التأشيرة عند الوصول                                                            |
| تشيلي             | 90 يوم                                                                              |
| كوبا              | التأشيرة غير مطلوبة لكن يجب الحصول علي بطاقة سائح قبل الوصول                        |
| كوستاريكا         | 90 يوم إذا كان حاملا لتأشيرة الشينجن أو أمريكا أو كندا سارية لمدة 3 شهور بعد الوصول |
| الإكوادور         | تاشيرة مطلوبة                                                                       |

| السلفادور               | غير مطلوبة في حالة وجود شهادة ميلاد تثبت ان مكان الميلاد هو السفادور أو في حالة كان حاملا لتأشيرة أمريكا أو كندا أو الشينجن,                                                                 |
| دومينيكا                | 21 يوم |
| غيانا                   | غير مطلوبة في حال توفر ما يثبت ان محل الميلاد هو الجيونا. |
| هايتي                   | 3 شهور |
| هندوراس                 | 90 يوم في حالة كان حاملا لتاشيرة أمريكا أو كندا أو الشينجن |
| غرينادا                 | تصدر التأشيرة عند الوصول |
| غواتيمالا               | 90 يوم في حالة كان حاملا لتأشيرة أمريكا أو كندا أو الشينجن |
| المكسيك                 | 180 يوم في حالة كان حاملا لتأشيرة أمريكا |
| مونتسرات                | 3 شهور |
| نيكاراغوا               | يتم اصدار بطاقة سائح عند الوصول مقابل مبلغ 10$ لمدة شهر قابلة للتجديد |
| بنما                    | 6 شهور في حالة كان حاملا لتأشيرة أستراليا أو كندا أو ايسلاند أو موناكو أو ليشينستين أو النريوج أو سويسرا أو أمريكا أو أي دولة عضو في الاتحاد الأوروبي وفي حالة كان قد استخدم التأشيرة من قبل |
| سانت لوسيا              | تصدر التأشيرة عند الوصول |
| سانت كيتس ونيفيس        | 14 يوم |
| الأوروغواي              | غير مطلوبة في حالة كان محل الميلاد اوروجواي ومثبتا في وثيقة السفر |
| سانت فينسنت والغرينادين | 1 شهر |
| جزر توركس وكايكوس       | 30 يوم |

## آسيا
| البلدان والاقاليم | شروط الحصول                                                                             |
| ----------------- | --------------------------------------------------------------------------------------- |
| أرمينيا           | 120 يوم فيزا تصدر عند الوصول مقابل 15000 درام أرميني                                    |
| أذربيجان          | 30-يوم فيزا تصدر عند الوصول مقابل $100                                                  |
| بنغلاديش          | 90 يوم تصدر عند الوصول مقابل $50                                                        |
| كمبوديا           | 30 يوم تصدر عند الوصول مقابل $20 (+ 25$ ضريبة مغادرة)                                   |
| جورجيا            | 360 يوم فيزا تصدر عند الوصول مقابل لاري جورجي 100                                       |
| إندونيسيا         | 30 يوم                                                                                  |
| إيران             | الفيزا مطلوبة الا في حالة الإقامة لمدة لا تتجاور ال14 يوم في جزيرة كيش فقط              |
| إسرائيل           | 30-يوم فيزا تصدر عند الوصل مقابل $80                                                    |
| هونغ كونغ         | 30 يوم                                                                                  |
| الأردن            | شهر واحد فيزا تصدر عند الوصول الا في حالة سفر الاناث ما بين سن 16(او 17)-35 سنة بمفردهم |
| لاوس              | 30-يوم فيزا تصدر عند الوصول مقابل $30                                                   |
| لبنان             | تصدر الفيزا عند الوصول في حالة استيفاء بعض الشروط                                       |
| ماكاو             | 30 يوم فيزا تصدر عند الوصل                                                              |
| ماليزيا           | 3 شهور                                                                                  |
| المالديف          | 30 يوم                                                                                  |
| نيبال             | 15/30/90 يوم فيزا تصدر عند الوصل مقابل $25/50/100                                       |
| الفلبين           | 21 يوم                                                                                  |
| كوريا الجنوبية    | 3 شهور                                                                                  |
| سوريا             | 3 سنة شهور, الا الاناث ما بين 18-35                                                     |
| تيمور الشرقية     | 30-يوم فيزا تصدر عند الوصول مقابل $30                                                   |
| تركيا             | 3 شهور                                                                                  |
| اليمن             | تصدر الفيزا عند الوصول فقط لحملة جوازات السفر الدبلوماسية                               |

## أوروبا
| البلدان والاقاليم | شروط الحصول                                  |
| ----------------- | -------------------------------------------- |
| ألبانيا           | غير مطلوبة لحملة فيزا الشينجين من فئة C او D |
| كوسوفو            | 90 يوم [وصلة مكسورة]                         |

## الأوقيانوسية
| البلدان والاقاليم         | شروط الحصول    |
| ------------------------- | -------------- |
| أستراليا                  | فيزا الكترونية |
| جزر كوك                   | 31 يوم         |
| ولايات ميكرونيسيا المتحدة | 30 يوم         |
| نييوي                     | 30 يوم         |
| بالاو                     | 30 يوم         |
| ساموا                     | 60 يوم         |
| توفالو                    | شهر واحد       |
| فانواتو                   | 30 يوم         |